# هاناو
هاناو (بالألمانية: Hanau) هي مدينة ذات تصنيف خاص وبلدة ألمانية تقع في Main-Kinzig-Kreis ، في هسن، المانيا يقدر عدد سكانها بـ 88,251 نسمة.

## المدن التوأمة
مدن فالترزهاوزن، دارتفورد [الإنجليزية]، توتوري، ياروسلافل وكونفلانز -سانت -هونورين هي مدن توأمة لهاناو.

## أعلام
- يوهان هاينرش كوب
- توماس بيرثولد
- رودي فولر
- فلهلم غريم
- ميرغيم مافراي
- جانلوكا غاودينو
- بيتر بنوا
- ماري أميرة هيس